# Enzo Bettiza
Enzo Bettiza, all'anagrafe Vincenzo Bettiza (Spalato, 7 giugno 1927 – Roma, 26 luglio 2017), è stato un giornalista, scrittore e politico italiano.

## Biografia

### La famiglia e gli studi tra Spalato e Zara
Il padre apparteneva all'allora nutrita minoranza italiana di Spalato. La fortuna economica della famiglia Smacchia Bettiza risaliva all'epoca napoleonica, quando il governo francese delle province illiriche appaltò proprio all'impresa del bisnonno dello scrittore la costruzione della strada carrabile da Spalato a Ragusa. Ancora negli anni venti la fabbrica cementifera Gilardi e Bettiza era la più importante industria della Dalmazia. La madre era di origini montenegrine e proveniva dall'isola di Brazza, a poche miglia da Spalato. Negli anni venti, come consentito dal trattato di Rapallo, la famiglia aveva optato per la cittadinanza italiana, pur risiedendo in territorio jugoslavo. Dopo la seconda guerra mondiale l'industria fu nazionalizzata dal nuovo governo comunista e la famiglia Bettiza si trasferì in Italia:
Le vicende familiari dei Bettiza e l'universo della Dalmazia nel XIX e primo XX secolo sono narrate da Bettiza in Esilio (Mondadori, 1996), in cui scrive di se stesso:

### L'arrivo in Italia e i primi lavori
Con la guerra e l'occupazione jugoslava, il padre perse tutto. Giunto in Italia su «un peschereccio pugliese di fortuna, pericolosamente sovraccaricato di ebrei ungheresi, slovacchi, polacchi, romeni, fuggiti dall'Est», il giovane Bettiza fuggì da un campo profughi in Puglia e si fermò a Roma. Si iscrisse all'Accademia di belle arti della capitale con l'intenzione di divenire pittore, ma non vi trovò la sua strada e visse per qualche anno di lavoretti precari, tra cui contrabbandiere, giocatore di poker e venditore di libri a rate.

### Corrispondente estero perLa Stampae ilCorriere della Sera
Successivamente salì a Milano, dove aderì al PCI. L'esperienza fu così negativa che Bettiza se ne distaccò in poco tempo per passare a posizioni liberali e anticomuniste.
Poliglotta (parlava veneto, italiano, serbocroato, russo, francese e tedesco), di modi raffinati e di sconfinata passione per le letture e le discussioni, nel 1953 è assunto dal settimanale Epoca e nel 1957 passa al quotidiano La Stampa, per cui è corrispondente da Vienna e poi da Mosca, da dove è il primo corrispondente occidentale a scrivere non solo che i sovietici avevano rotto con i cinesi ma anche che quella frattura avrebbe aiutato gli Stati Uniti a vincere la guerra fredda. Darà di Chruščëv un giudizio controcorrente: «Era un contadino ucraino che giocò il sopravvalutato Kennedy. Gli eresse il muro di Berlino sotto il naso ed evitò la guerra nucleare, nonostante Castro la sollecitasse: era pronto a vedere distrutta Cuba pur di distruggere l'America». Resterà a Mosca fino a quando sarà licenziato dal direttore Giulio De Benedetti per troppo attivismo nel 1964 .
Bettiza passò quindi al Corriere della Sera per il quale lavora, sempre come corrispondente dall'estero, per dieci anni, fino ad andarsene in polemica per la svolta a sinistra impressa da Piero Ottone.
Riguardo ai suoi anni al Corriere, Bettiza si espresse senza mezzi termini su Giulia Maria Crespi, la comproprietaria del giornale:
Anche i rapporti con Piero Ottone furono pessimi, sia sul piano umano che su quello professionale. Dal punto di vista personale descrisse il direttore del Corriere come un uomo «doppio, sfuggente, infido, privo di scrupoli», mentre su quello professionale «non v'era alcun nesso fra la lezione anglosassone e il giornale di denuncia, quasi scandalistico, che Ottone, con innegabile inventiva, confezionava quotidianamente». Bettiza raccontò poi l'esperienza di redazione in maniera abrasiva nel libro di memorie Via Solferino.

### L'avvio della produzione letteraria negli anni sessanta

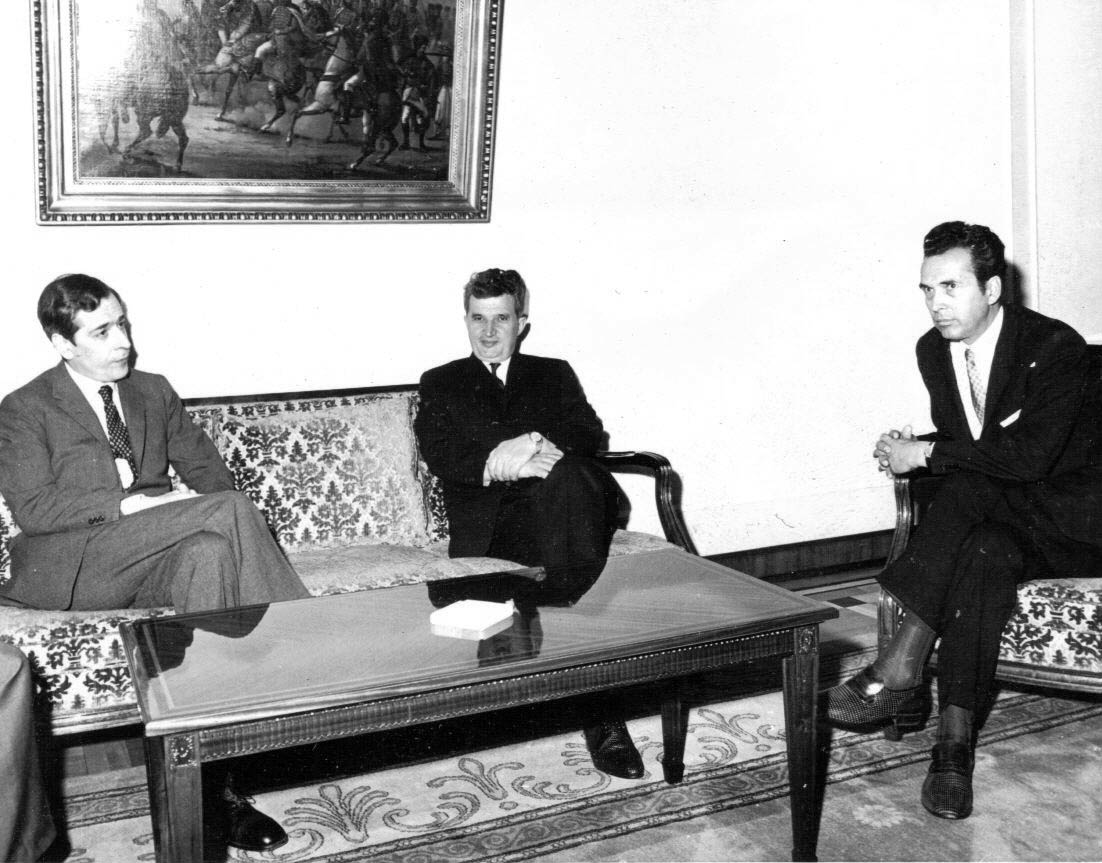
Bettiza a colloquio con Nicolae Ceaușescu nel 1969.

Negli anni sessanta prende forma anche la sua produzione letteraria, narrativa (a partire da Il fantasma di Trieste, Longanesi, 1958) e saggistica. La sua attività è incentrata soprattutto sullo studio dei paesi mitteleuropei e sulla critica all'ideologia comunista e ai regimi del socialismo reale. Nel 1970 vince il premio letterario isola d'Elba con il libro, edito da Longanesi, Diario di Mosca. Il suo lavoro di maggior impegno teorico è Il mistero di Lenin, antropologia dell'homo sovieticus a partire dalla figura del fondatore del bolscevismo, che Bettiza definisce spregiativamente «un ominide meccanico, duro, opaco, capace di esistere unicamente e interamente nel presente socialista, privo di memoria, di dubbi, di rimorsi». Più tardi si dimostra particolarmente scettico rispetto alle esperienze riformatrici di Michail Gorbačëv.

### Gli anni con Montanelli alGiornale
Nel 1974 Indro Montanelli chiese a Bettiza di aiutarlo nella fondazione di un quotidiano indipendente. Bettiza accettò e uscì da via Solferino. Secondo Bettiza, Giulia Maria Crespi e il direttore Piero Ottone volevano fare del Corriere «un quotidiano d'assalto tipo "manifesto" o "Lotta Continua"». Il comitato di redazione, «giacobinizzandosi, tendeva sempre più a diventare un comitato di salute pubblica».

Bettiza fondò con Indro Montanelli il Giornale nuovo, di cui fu condirettore vicario dal 1974 al 1983. Il sodalizio durò quasi dieci anni. Si sciolse a causa di alcuni contrasti sulla linea politica: Bettiza era sostenitore convinto del patto lib-lab, l'accordo tra liberali di Valerio Zanone e socialisti craxiani, che apprezzava per la distanza dai comunisti. Montanelli invece era molto più scettico nei confronti del leader socialista e non credeva ad un socialismo liberaleggiante. il pretesto scatenante fu il rifiuto di Montanelli di pubblicare un articolo filocraxiano di Francesco D'Amato (allora caporedattore della sede romana del Giornale), pezzo che era già stato approvato da Bettiza.
Dopo reciproca rottura, Bettiza e Montanelli non si parlarono per anni, fino al 1996, quando di Bettiza uscirà Esilio: Montanelli, in occasione dell'uscita del nuovo libro dell'antico amico, disse che fosse giunto «il momento di riconoscere che Enzo è un grande scrittore mitteleuropeo»; e Bettiza gli telefonò per ringraziarlo. Seguì un pranzo di riconciliazione. Successivamente all'uscita del libro, Montanelli dichiarò: «Fu un litigio a binario unico, un equivoco, nel senso che fu lui a litigare con me. Io con lui, mai. [...] La sua partenza io l'ho vissuta come un lutto».

### Senatore ed eurodeputato con liberali e socialisti
Quando è ancora al Giornale nuovo entrò in politica. Fu eletto senatore della Repubblica dal 1976 al 1979 per il PLI, all'interno dell'alleanza laica (PLI-PRI-PSDI), e prese parte all'elezione di Sandro Pertini al Quirinale, su cui poi scrive il Diario di un grande elettore. Dal 1979 al 1989 rappresentò i liberali al Parlamento europeo, per poi essere candidato ed eletto eurodeputato nel 1989 direttamente nelle liste del PSI.
Nel frattempo, nel 1987 aveva iniziato a collaborare al quotidiano La Stampa, diventandone editorialista e commentatore politico fino alla morte: in precedenza, dopo avere lasciato il Giornale, fu brevemente direttore editoriale de il Resto del Carlino e La Nazione , facendo ritorno al Corriere della Sera tra il 1985 e il 1987.

### I lavori letterari degli ultimi anni
Negli anni novanta e duemila Bettiza si dedicò completamente alla scrittura, con vari testi, dedicati alle vicende dell'Europa orientale e alla fine del blocco sovietico. Tra le sue opere letterarie si ricordano Esilio (vincitore del Premio Campiello nel 1996), memoria dell'infanzia e adolescenza nella natia Dalmazia dagli anni venti alla Seconda guerra mondiale, e il romanzo I fantasmi di Mosca (1993), riflessione sul totalitarismo negli anni delle purghe staliniane, considerato il più lungo romanzo mai scritto in lingua italiana. Era convinto che il XX secolo non fosse stato per nulla breve, ma al contrario «lungo, lunghissimo».
Nel 1997, in seguito alle dimissioni di Vittorio Feltri, Silvio Berlusconi gli offrì la direzione del Giornale, ma Bettiza rifiutò: «Belpietro mi spiegò che lui non sarebbe stato il mio vice ma direttore come me, sia pure non responsabile. A me le querele, a lui il potere, per conto di Berlusconi. Ovviamente, rinunciai. Non avrei mai potuto fare un foglio sotto padrone». Dopo la rinuncia di Bettiza la direzione del quotidiano fu affidata a Mario Cervi.
Bettiza fu tra i pochi intellettuali e giornalisti a offrire sostegno politico alla Lega Nord, che nel 2010 rivelò di votare affermando che «discende dal Lombardo-Veneto asburgico. Gli antenati di Bossi sono Maria Teresa, Giuseppe II, il lato umano di Radetzky. Il suo antecedente è la buona amministrazione austriaca». Secondo Ugo Magri «conservatore Bettiza è stato sempre, ma di un'intelligenza rara».

### Morte
Enzo Bettiza è morto a 90 anni nel 2017.

## Vita privata
Ebbe in tutto quattro figli, avuti con due donne attive nel giornalismo, prima Ludina Barzini (figlia di Luigi Barzini jr.) e poi Laura Laurenzi.

## Onorificenze
Nel 2017 il Comune di Milano ha deciso che il suo nome venga iscritto nel Famedio di Milano, all'interno del Cimitero Monumentale.

## Opere

### Romanzi
- La campagna elettorale, Milano, Bianchi-Giovini, 1953; introduzione di Geno Pampaloni, Milano, BUR, 1976.
- Il fantasma di Trieste, Milano, Longanesi, 1958.
- L'ispettore, Milano, Longanesi, 1964.
- I fantasmi di Mosca, Milano, A. Mondadori, 1993. ISBN 88-04-30914-8.
- Esilio, Milano, A. Mondadori, 1996. ISBN 88-04-39783-7.
- L'ombra rossa, Milano, Mondadori, 1998. ISBN 88-04-43260-8.
- Il libro perduto, Milano, Mondadori, 2005. ISBN 88-04-52429-4.
- La distrazione, Milano, Mondadori, 2013 ISBN 978-88-04-62458-5.

### Saggi
- La nuova cultura tedesca. [Adorno, Augstein, Bloch, Grass, Enzensberger, Johnson, Mayer. L'ultima grande inchiesta sulla Germania], Milano, Longanesi, 1965.
- L'altra Europa. Fisiologia del revisionismo nei paesi dell'Est, Firenze, Vallecchi, 1966.
- Mito e realtà di Trieste, Milano, All'insegna del pesce d'oro, 1966.
- L'altra Germania. [La prima inchiesta completa in Europa sulla Repubblica di Ulbricht], Milano, Longanesi, 1968.
- Il comunismo da Budapest a Praga 1956-1968, con Ennio Ceccarini e Arrigo Levi, prefazione di Adolfo Battaglia, Roma, Edizioni della voce, 1969.
- Quale PCI? Anatomia di una crisi, Milano, Longanesi, 1969.
- Il comunismo europeo. [Una verifica critica dell'ipotesi eurocomunista], Milano, Rizzoli, 1978.
- Lib/Lab. Le prospettive del rapporto tra liberali e socialisti in Italia e in Europa, con Ugo Intini, Milano, SugarCo, 1980.
- Il mistero di Lenin. Per un'antropologia dell'homo bolscevicus, note a cura di Dario Staffa, Milano, Rizzoli, 1982; con un nuovo saggio introduttivo Perestrojka o Glasnost, Milano, BUR, 1988. ISBN 88-17-16676-6.
- Via Solferino. La vita del "Corriere della Sera" dal 1964 al 1974, Milano, Rizzoli, 1982.
- Saggi, viaggi, personaggi, Milano, Rizzoli, 1984. ISBN 88-17-51120-X.
- L'anno della tigre. Viaggio nella Cina di Deng, Milano, A. Mondadori, 1987. ISBN 88-04-30064-7.
- Non una vita, Milano, Rizzoli, 1989. ISBN 88-17-85080-2.
- L'eclisse del comunismo, introduzione di Ezio Mauro, Torino, La Stampa, 1994. ISBN 88-7783-075-1.
- Mostri sacri. Un testimone scomodo negli anni del consenso, Milano, Mondadori, 1999. ISBN 88-04-45663-9.
- La cavalcata del secolo. Dall'attentato di Sarajevo alla caduta del muro, Milano, Mondadori, 2000. ISBN 88-04-47480-7.
- Corone e maschere. Ritratti d'Oriente e Occidente, Milano, Mondadori, 2001. ISBN 88-04-49951-6.
- Viaggio nell'ignoto. Il mondo dopo l'11 settembre, Milano, A. Mondadori, 2002. ISBN 88-04-51257-1.
- Sogni di Atlante. Memorie di un viaggiatore, Milano, Mondadori, 2004. ISBN 88-04-52988-1.
- 1956. Budapest: i giorni della rivoluzione, Milano, Mondadori, 2006. ISBN 88-04-55868-7.
- La primavera di Praga. 1968: la rivoluzione dimenticata, Milano, Mondadori, 2008. ISBN 978-88-04-57851-2, Premio Nazionale Rhegium Julii.[25]
- 1989. La fine del Novecento, Milano, Mondadori, 2009. ISBN 978-88-04-58744-6.

### Raccolte di articoli e conversazioni
- Il diario di Mosca. 1961-1962. [Una partecipazione dall'interno, un'immedesimazione avventurosa e personale con il fenomeno Russia], Milano, Longanesi, 1970.
- Qui Mosca, Milano, Touring Club Italiano, 1974.
- Diario di un grande elettore, Milano, Editoriale nuova, 1978.
- Il diario di Mosca e cronache da Pietroburgo, Milano, Oscar Mondadori, 2000. ISBN 88-04-48150-1.
- Arrembaggi e pensieri. Conversazione con Enzo Bettiza, intervista a cura di Dario Fertilio, Milano, Rizzoli, 2001. ISBN 88-17-86752-7.